# Блінов Микола Іванович
Микола Іванович Блінов (6 грудня 1881, Житомир — 24 квітня 1905, Житомир) — російський студент, який намагався зупинити житомирський єврейський погром 1905 року і був вбитий погромниками.

## Біографія
Микола Іванович Блінов народився в 1881 році в Житомирі, відомо про існування ще двох братів. Гімназистом їздив «на голод» під Уфу, де брав участь в будівництві столових і організації пекарень. Навчався в Київському університеті, після участі в студентських заворушеннях поїхав у Швейцарію, де продовжив навчання на інженерному факультеті Женевського університету. Вступив в бойову організацію есерів, брав участь у виготовленні бомб.
У Женеві грав в університетському студентському театрі під керівництвом драматурга, публіциста і етнографа С. А. Ан-ського. У 1904 році С. А. Ан-ським ставилася п'єса Є. М. Чирикова «Євреї», в фіналі якої герой Блінова гине, рятуючи від погрому наречену. На цій сцені прем'єра була перервана через глядачів, більшість яких недавно втекли від погромів в Росії і в Україні, і не мали сил дивитися трагічну виставу через нещодавно перенесену наругу і пихологічну травму. За визначенням біографа М. І. Блінова, А. С. Ласкіна, Микола став «заручником цієї п'єси»: «Те, що Блінов не зіграв на сцені, через рік відбулося в житті».
На початку 1905 року повернувся на батьківщину, поїхав відвідати батьків в Житомир. У квітні в місті почався єврейський погром. Микола Блінов вийшов до погромників для переговорів і був убитий натовпом. Розправа була більш жорстокою, ніж з євреями, оскільки Блінов сприймався «зрадником». Били булижниками і багнетом в обличчя зі словами: «Хоч ти і росіянин, але сіціліст і гірше жидів, прийшов на захист їх».
Тіло Миколи Блінова було знайдено його матір'ю у моргу єврейської лікарні в числі жертв вуличних боїв.
У кишені молодика було знайдено прощального листа:
 Замість віри в чудотворні ікони, в благочестивих попів, в їх звернення до загальної любові я став вірити в людей, в той Божественний початок, який рухає їх на все гарне і наближає до царству Небесному, тобто до такого громадському порядку, який створить загальне щастя…
У Миколи Івановича Блінова залишилися батьки, дружина, двоє дітей, котрих погромники зробили сиротами.
Похований на Вільському кладовищі м. Житомира. 

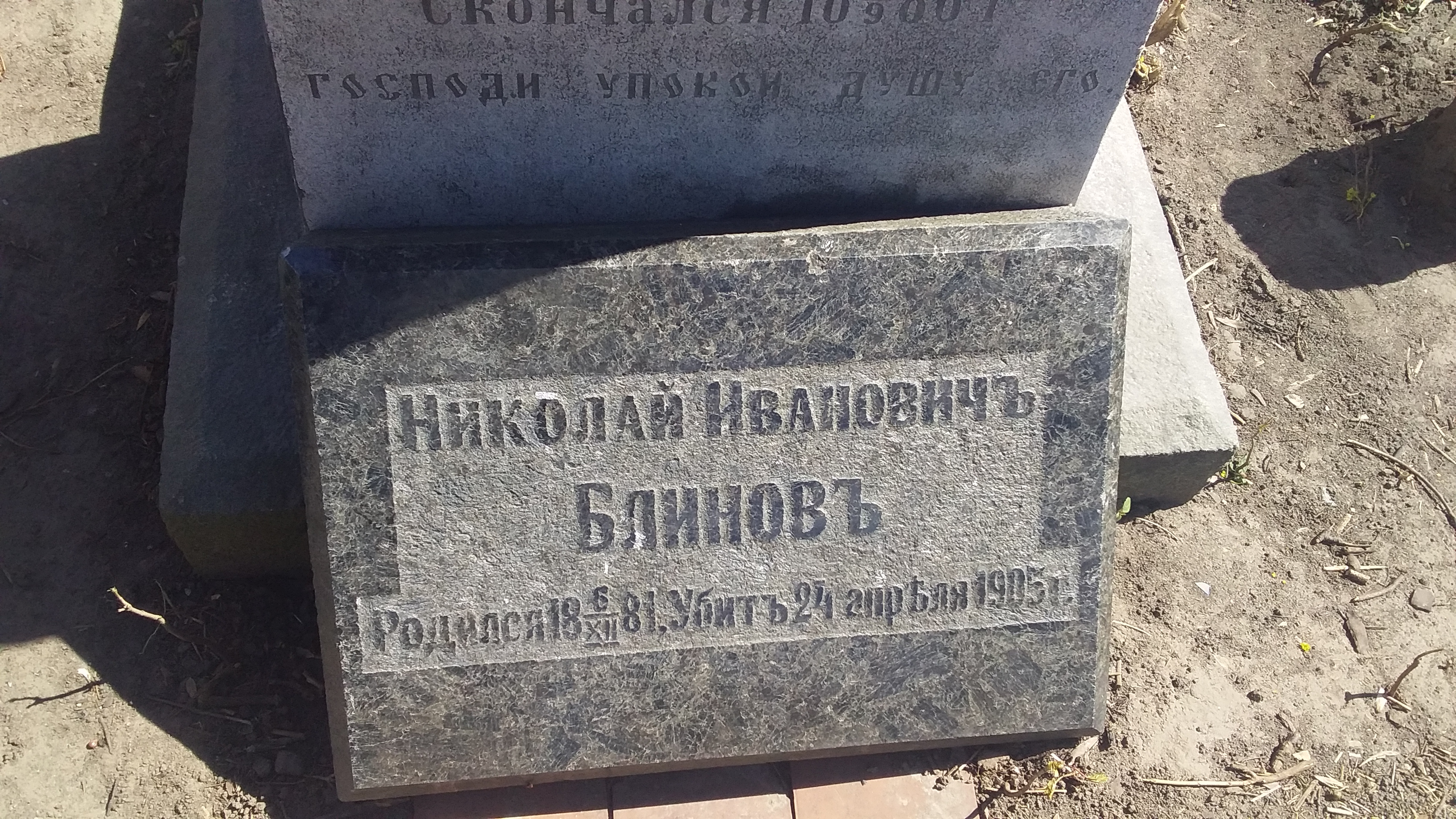
Могила Миколи Блінова

## Пам'ять
До більшовицького перевороту 1917 року  ім'я Миколи Блінова, російського дворянина, було першим в поминальних списках в синагогах. На одній з житомирських синагог було встановлено меморіальну дошку на його честь. (У 1930-х роках синагога знищена радянською владою.)

## Увічнення пам'яті
У 21 столітті трагічна доля Миколи Івановича Блінова стала основою для документального роману «Будинок горить, годинник йде» А. С. Ласкіна (журнальний варіант оприлюднений в 2010 році).
У 2012 році в місті Аріель в Ізраїлі на честь Миколи Івановича Блінова були встановлені камінь і меморіальна табличка. На території кампусу Аріельского університету в пам'ять про нього посаджено лимонне дерево.